# Clarke Brothers Bank
Clarke Brødre Bank var en finansiel institution på Manhattan, New York, der var beliggende på 154 Nassau Street. Banken gik konkurs i juni 1929. Park Row Trust Company, der åbnede i marts 1930, var placeret på samme lokation som Clarke Brothers Bank. Fire medlemmer af den konkursramte bank blev tiltalt for overføringsbedrageri i forbindelse med virksomhedens konkurs. ankens konkurs blev oprindeligt regnede på $5,000,000.
Direktørerne for Irving Trust Company, som blev udpeget til at være modtager, da banken gik i betalingsstandsning, skønnes at have lidt et tab på $3.811.364. Dette var $1,200,000 mindre end oprindeligt estimeret.